# Selleri
Selleri (Apium graveolens) är en tvåårig, starkt doftande ört, som växer vilt i Europa, västra Asien och Nordafrika. Selleri har en lång historia som krydd- och medicinalväxt och den äts även som grönsak och rotfrukt.  Det är främst roten, stjälken och fröna som används men även blad kan användas. De kulturformer som förekommer i odling härstammar från den vilda örten men skiljer sig till utseende och egenskaper från den vilda formen, då de förädlats som grönsak. Vild selleri blir upp till åtta decimeter hög och blommar i juli-augusti med små vita blommor i flockar. Första året bildas bara en bladrosett, blommorna kommer först under det andra året av plantans liv. Fröna är små, bruna och ovala. Bladen är glansiga. Stjälkarna är gröna, upprätta och fårade. Örten kännetecknas också av sin aromatisk doft och smak som kommer sig av den innehåller ämnen som apiol och sedanolid.
De odlade formerna av selleri som härstammar från den vilda sellerin förekommer i tre varianter:
- Bladselleri (var. secalinum, Secalinum-Gruppen) som odlas för mildare blad som kan användas används som grönsak eller krydda, till exempel i sallad.[1]
- Blekselleri, också kallad stjälkselleri eller bladselleri (var. dulce, Dulce-gruppen) som odlas för stjälken och bladens skull (främst för stjälken som används som grönsak).[1]
- Rotselleri (var. rapaceum,  Rapaceum-Gruppen) som odlas som rotfrukt där den förtjockade stambasen, roten, används som grönsak eller krydda.[1]

## Etymologi
Artnamnet graveolens betyder "starkt luktande" och kommer av latinets gravis, som betyder "tung", och olere, som betyder "lukta". Det svenska namnet "selleri" kommer ursprungligen från grekiskans "selinon" med samma betydelse. Ordet är känt i svenska språket sedan 1664.

## Utbredning
Den vilda formen av selleri har sitt ursprung i Europa, västra Asien och Nordafrika. Selleri räknas som en introducerad växt i Norden (utom i Danmark där vildväxande selleri förekommer), Nordamerika, Sydamerika, östra Asien, Nya Zeeland och Afrika (söder om Nordafrika och i Egypten).
Den vilda typen av selleri fanns i Sverige fram till 1980-talet i liten omfattning på strandängar i Skåne, men tycks nu vara försvunnen, och är rödlistad som akut hotad.

## Historia
Selleri har odlats i medelhavsområdet i mer än 3 000 år där den började användas som krydda och medicinalväxt redan i det gamla Egypten. Romarna tog med sig örten norrut och den är känd i Sverige sedan medeltiden. Det var i första hand fröna och bladen som användes och utvecklingen till att använda selleri som grönsak gick långsamt. Enligt uppgifter ska blekselleri ha utvecklats i Italien på 1400-talet. Rotselleri utvecklades under samma tid, men kom till Norden senare.[källa behövs]

## Användning
Selleristjälkar och sellerins rot används råa i sallader, exempelvis waldorfsallad. Stjälkarna och roten används också som kokt grönsak i grytor, såser och soppor. Ett exempel är köttfärssåsen från Bologna, ragù alla bolognese.
Sellerifrön, liksom torkad och mald rotselleri, används som krydda och ingår i sellerisalt och andra kryddblandningar. Sellerisalt är en av ingredienserna i drinken Bloody Mary som ofta dessutom dekoreras med en bit blekselleri.
Kinesisk selleri är en typ av bladselleri från östra Asien som är mörkare och starkare i smaken än blekselleri.

Selleri
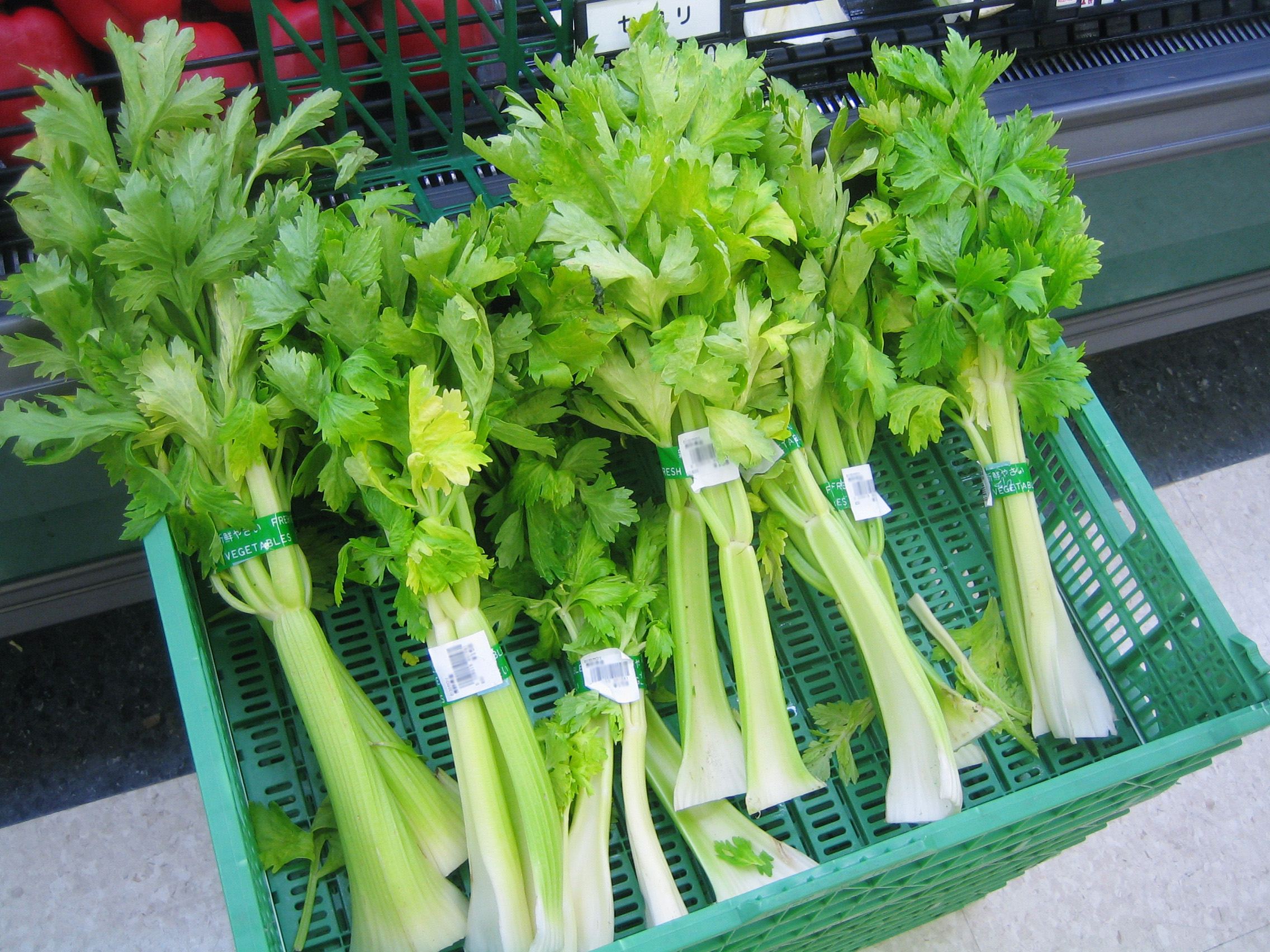
Blekselleri
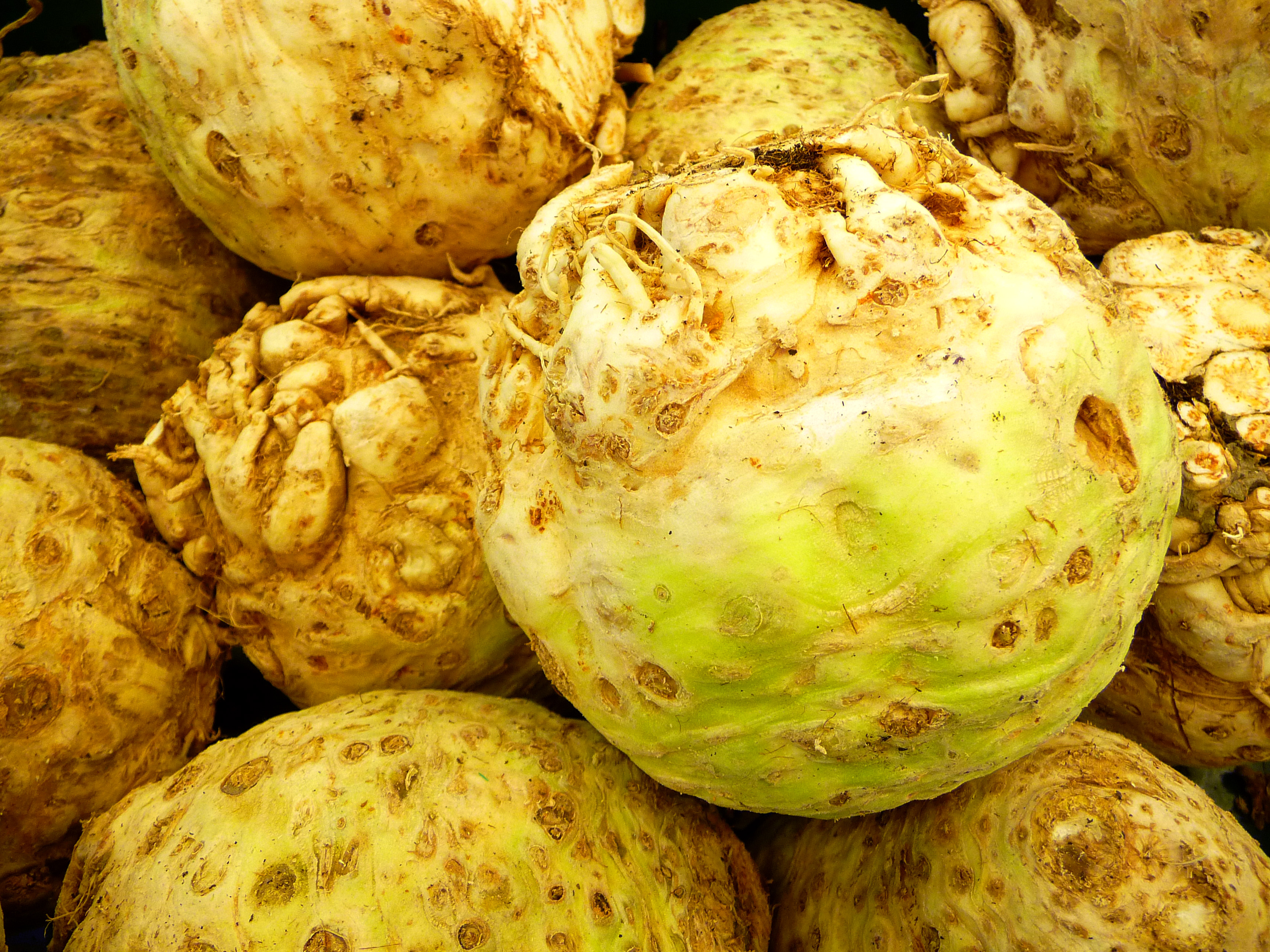
Rotselleri
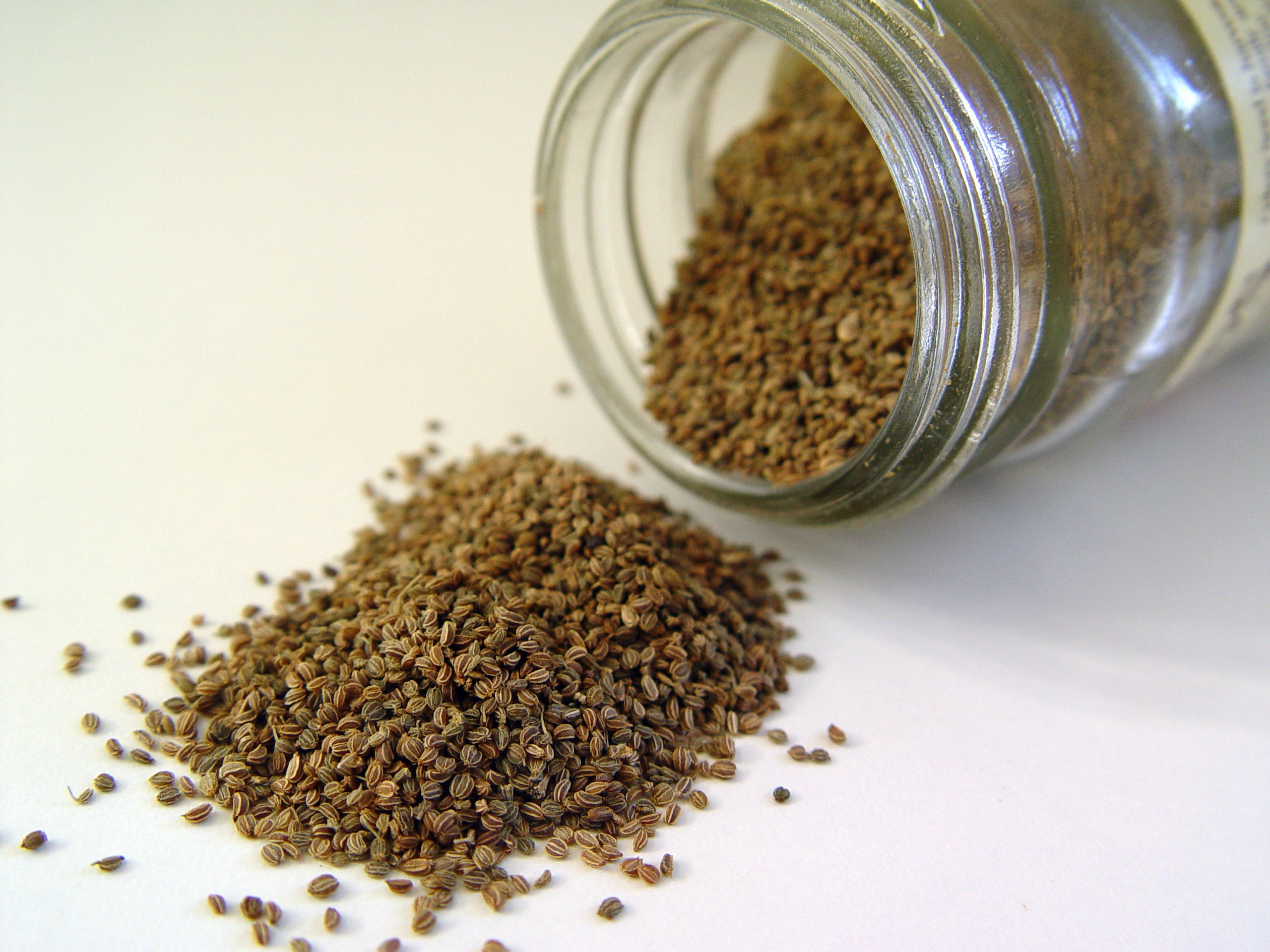
Sellerifrö
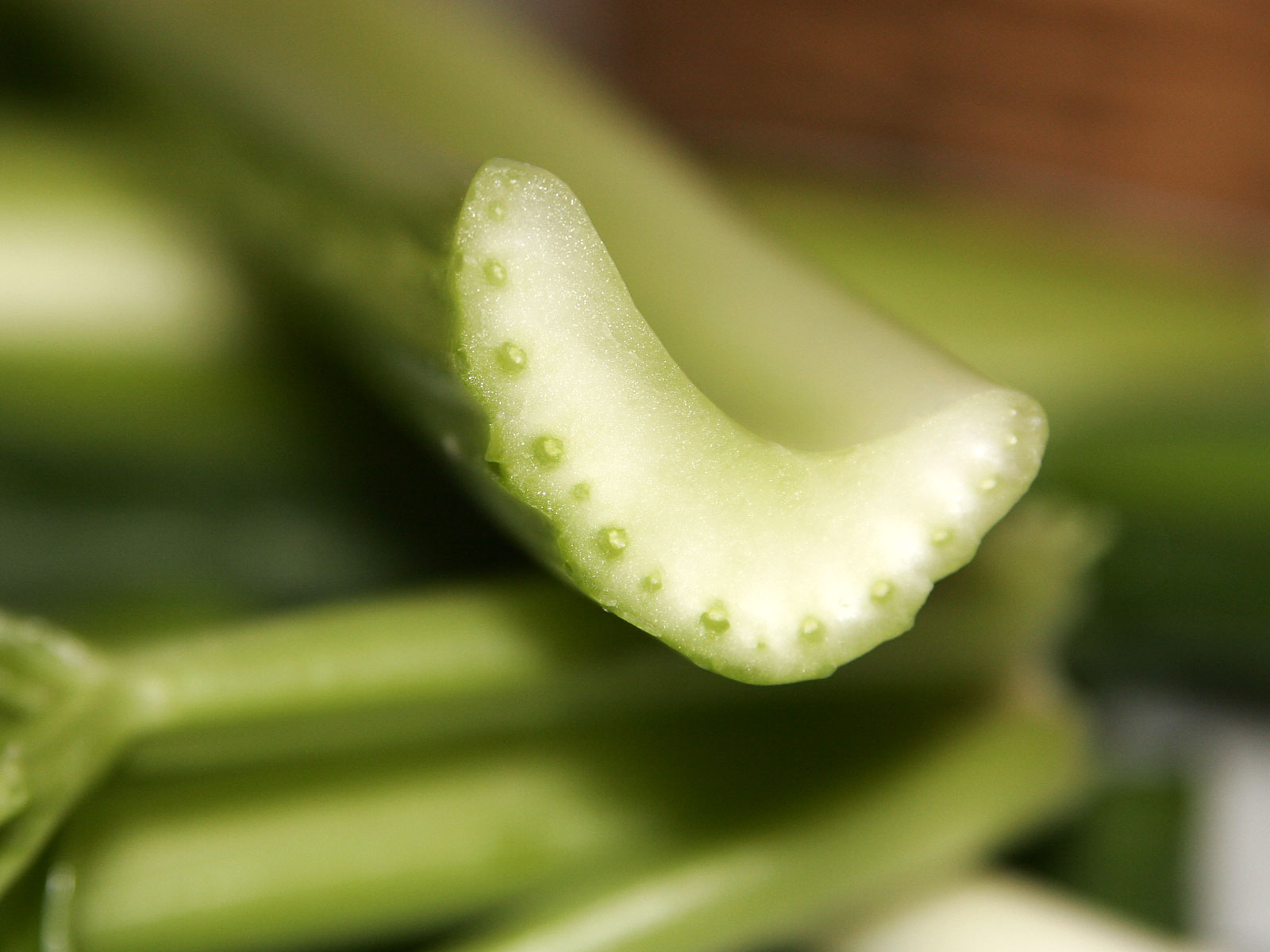
En selleristjälk i genomskärning.

Selleri är väldigt näringsrikt. Grönsaken innehåller bland annat fibrer, C-vitamin, A-vitamin, E-vitamin, folat, B-vitaminer (B1, B2, B3 och B6), fosfor, kalcium, magnesium, kalium, selen och zink. 

## Allergi
Selleri kan ge upphov till allergiska reaktioner av allvarlig karaktär. 
Därför måste det enligt den svenska informationsförordningen tydligt framgå av märkningen om ett förpackat livsmedel innehåller selleri och sedan den 13 december 2014 måste också restauranger kunna svara på om maten innehåller selleri eller inte.